# 새우장
새우장(--醬)은 새우나 크릴을 염장 발효해 만든 장이다. 동남아시아 지역에서 먹는다.

## 종류와 쓰임새
액체 형태부터 고체 형태까지 다양한 질감의 새우장이 있다. 홍콩과 베트남에서 생산되는 것은 옅은 회분홍색에 가깝고, 인도네시아나 말레이시아, 태국, 라오스, 캄보디아 미얀마 등에서 생산되는 것은 짙은 갈색이다.
홍콩의 새우장은 형태에 따라 하고(광둥어: 蝦膏) 또는 하정(蝦醬)이라 불린다.
마카오에서는 발리샹(포르투갈어: balichão)이라는 새우장을 먹는다.
베트남의 새우장은 맘 똠(베트남어: mắm tôm)이라 부른다. 그 중 참새우로 만든 것은 맘 땝(mắm tép)이라 부르며, 그 중 젓새우로 만든 것은 맘 루옥(mắm ruốc)이라 부른다.
태국·라오스의 까삐(태국어: กะปิ, 라오어: ກະປິ)는 남 프릭을 비롯한 여러 딥과 소스를 만들 때나, 깽 솜을 비롯한 태국식 커리 페이스트를 만들 때 사용된다. 캄보디아식 새우장인 까삐(크메르어: កាពិ)와 미얀마식 새우장인 응아삐(버마어: ငါးပိ) 또한 어원이 같다.
말레이시아·인도네시아의 새우장은 블라찬(말레이어·인도네시아어: belacan) 또는 트라시(인도네시아어: terasi)라 불린다. 말레이시아식 블라찬은 작은 젓새우로 만들며, 삼발 등 딥과 소스를 만들 때 쓴다. 인도네시아에서는 자와 요리에 트라시가 많이 쓰인다. 트라시는 주로 고형으로 판매되지만 가루 형태로 팔기도 한다.
필리핀의 새우장인 바구옹 알라망(타갈로그어: bagoong alamang)은 생선 등으로 만든 다른 페이스트들과 함께 바구옹의 일종이다. 다른 지역의 새우장과 달리 필리핀의 바구옹 알라망은 그 속에 든 새우의 형체를 알아볼 수 있는 경우가 많다.
프티스 우당(petis udang)은 인도네시아·말레이시아·싱가포르의 새우장인데, 단맛이 나며 질감도 당밀과 비슷하다. 포피아 등을 만들 때 쓴다.

## 사진 갤러리

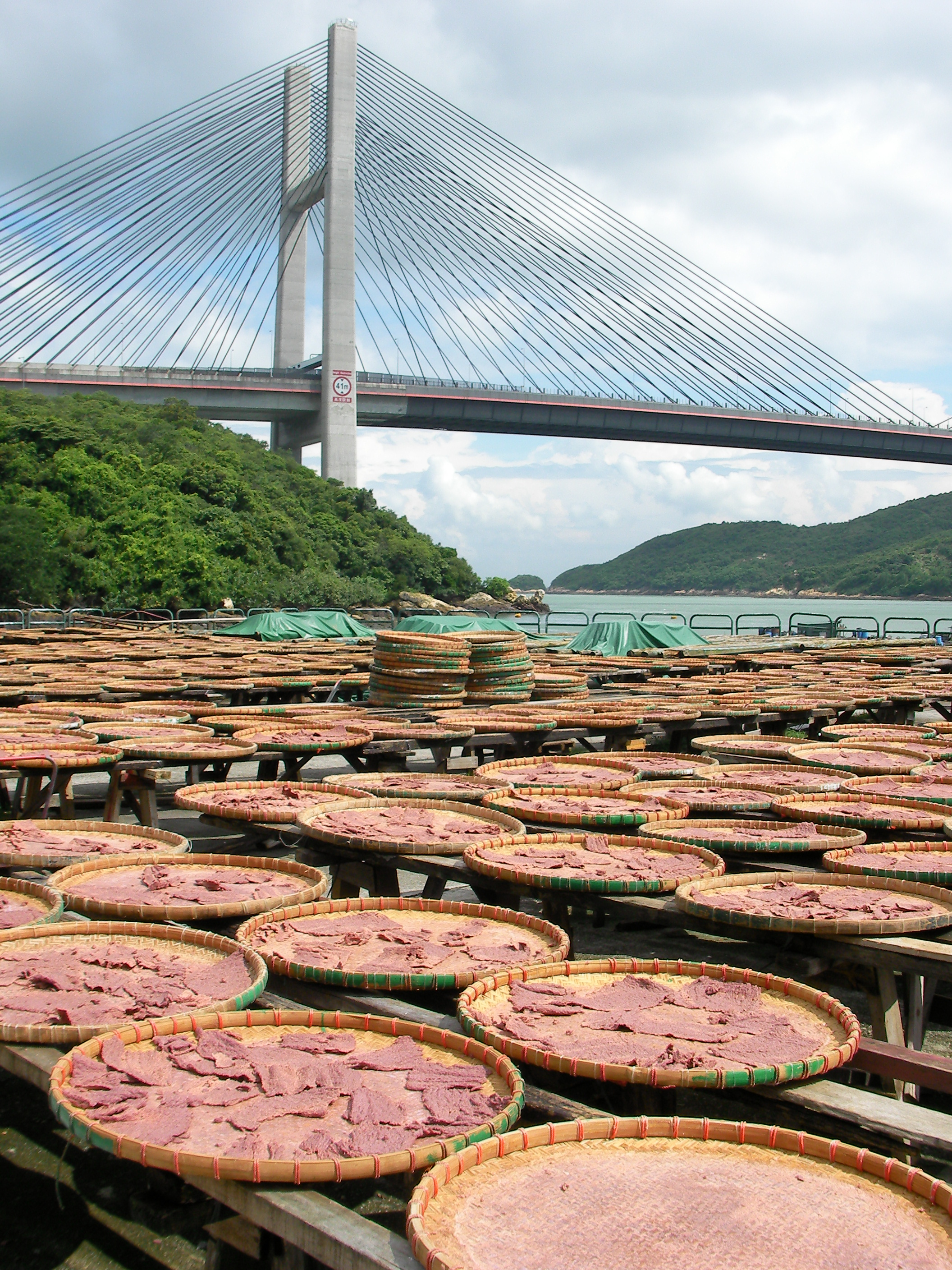
홍콩의 하고(蝦膏)
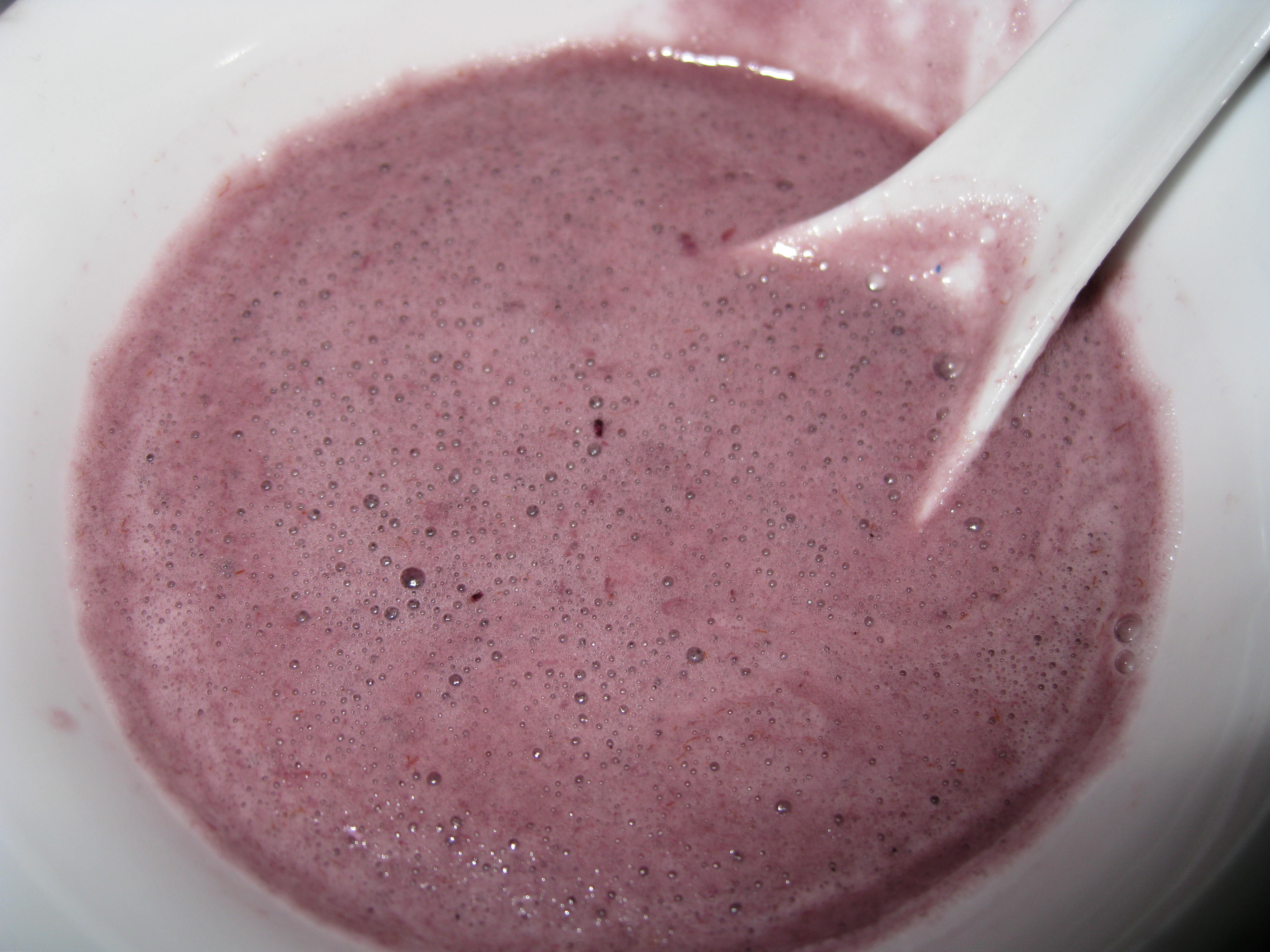
베트남의 맘 똠(mắm tôm)
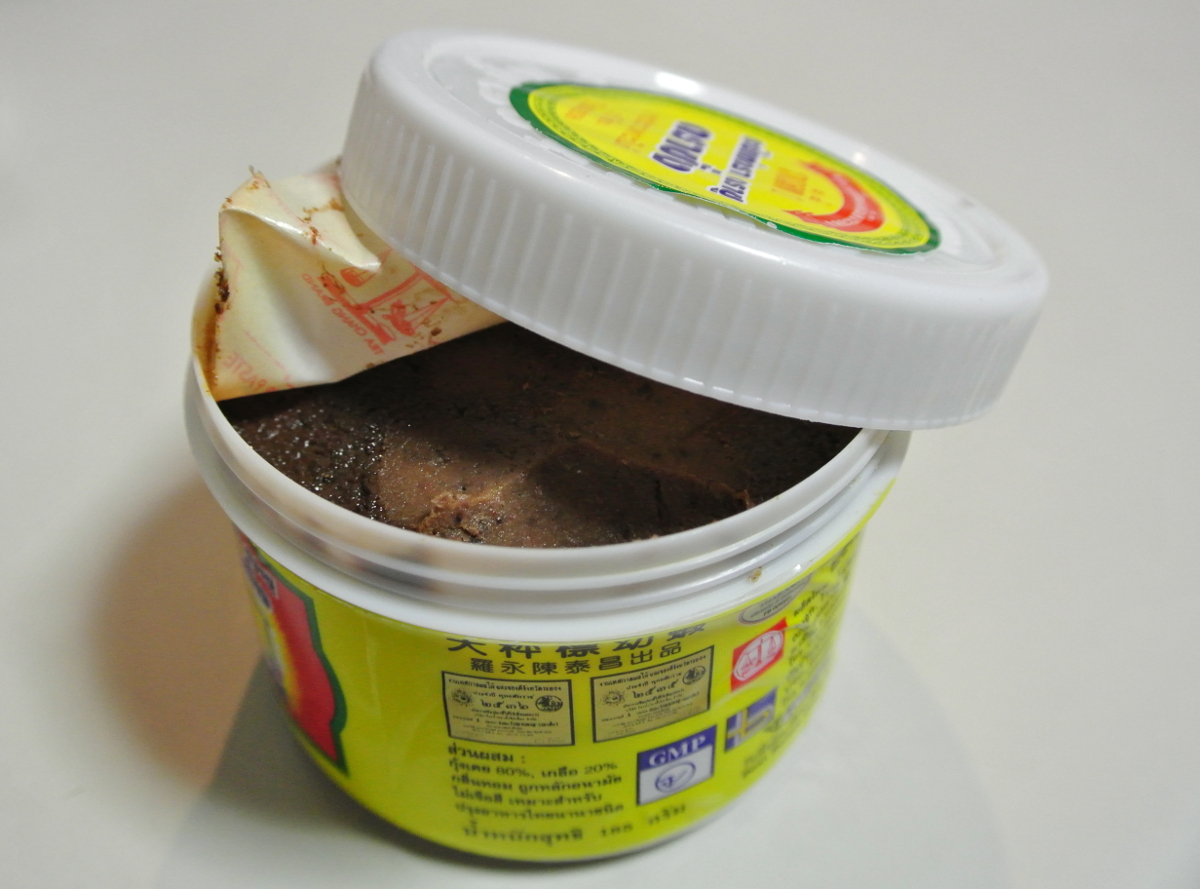
태국의 까삐(กะปิ)
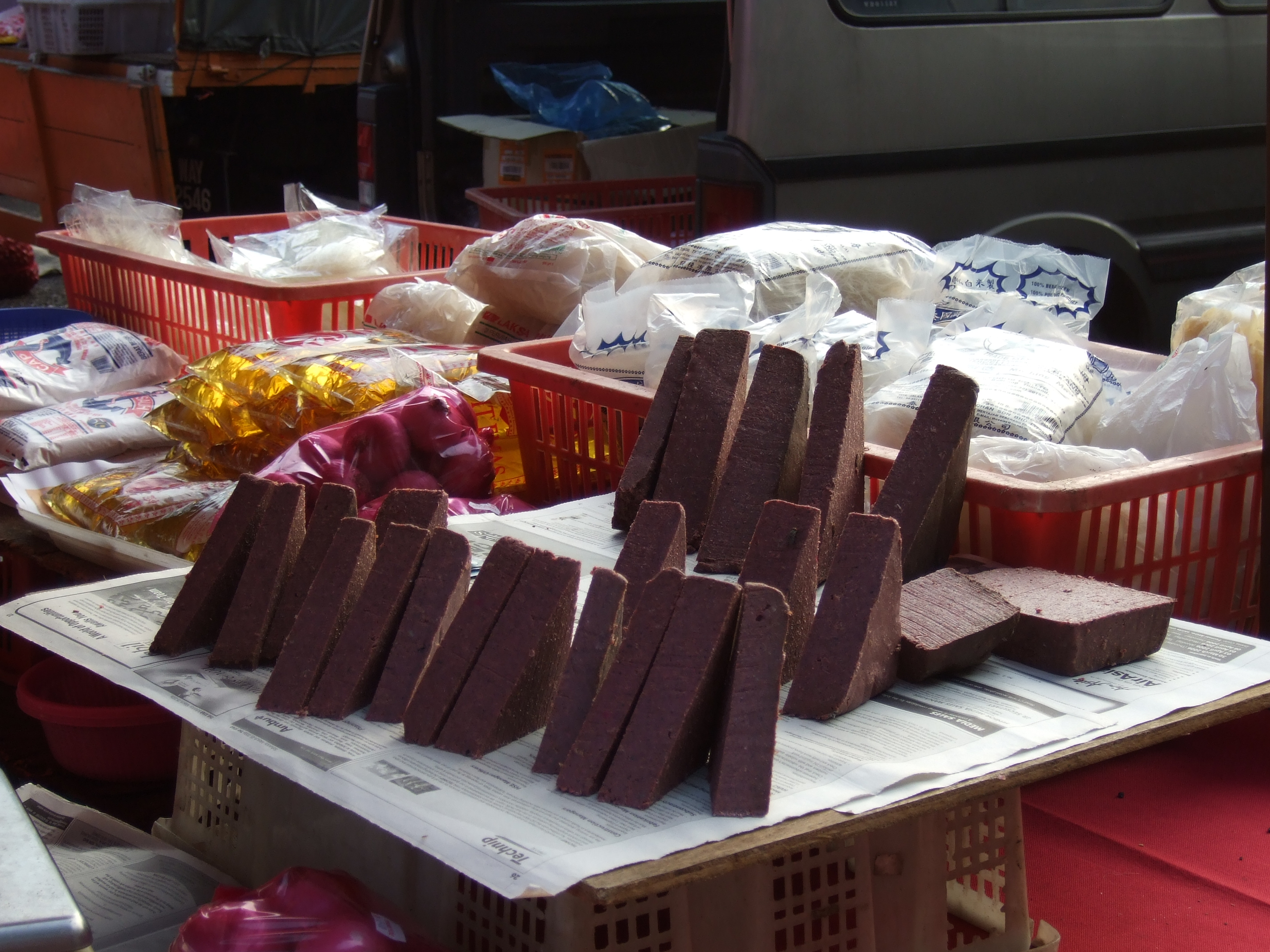
말레이시아의 블라찬(belacan)
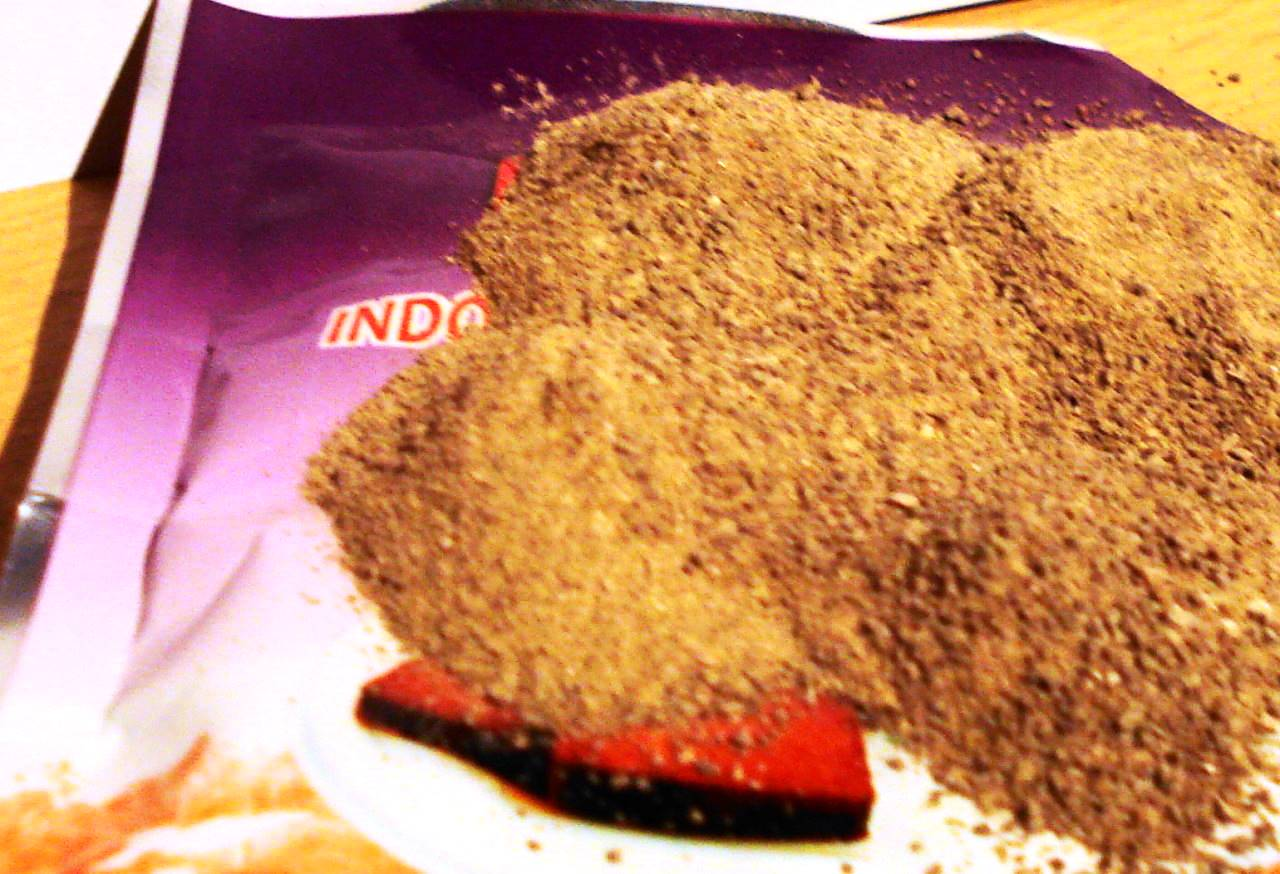
인도네시아의 트라시(terasi) 가루
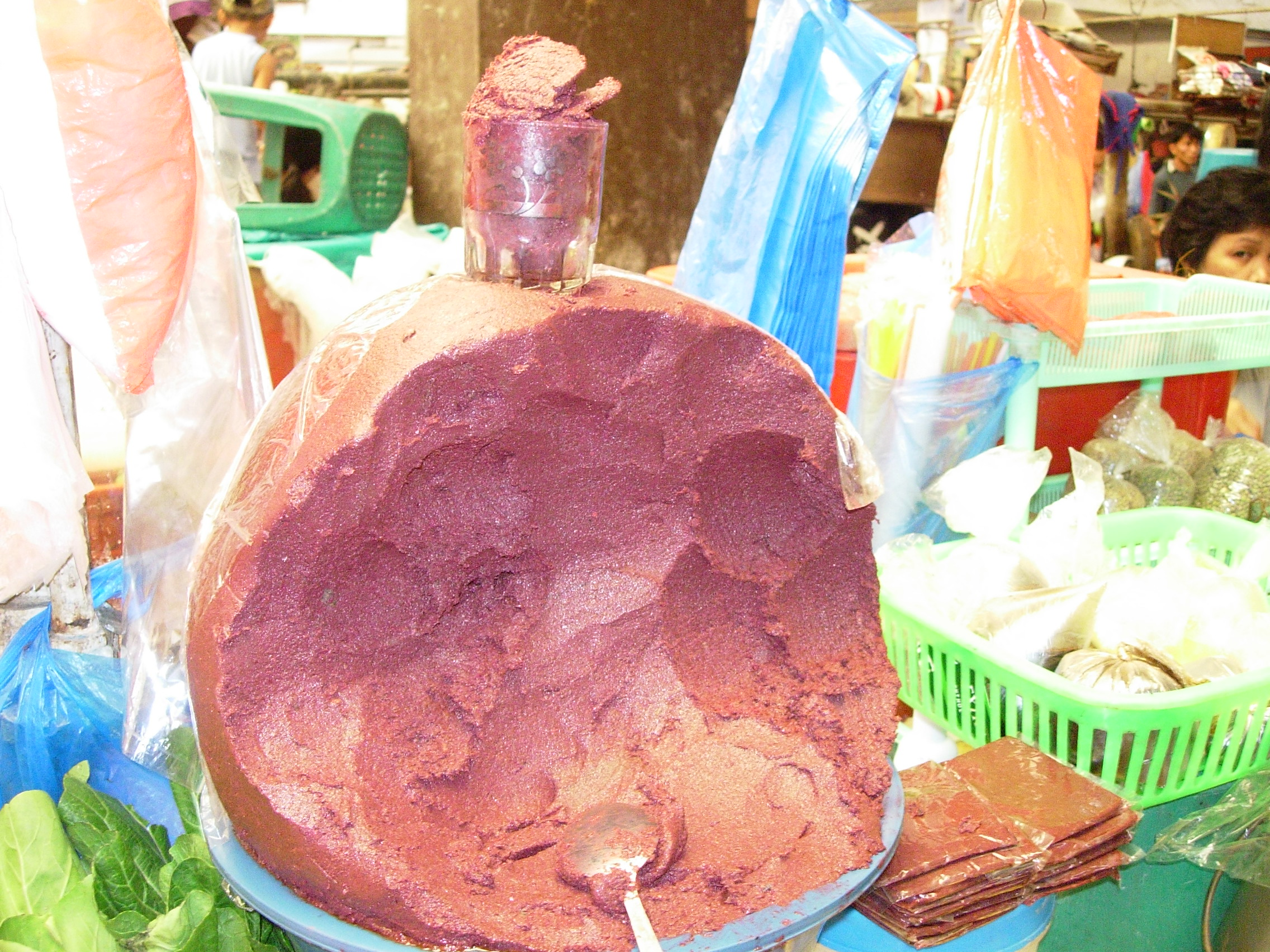
필리핀의 바구옹 알라망(bagoong alamang)
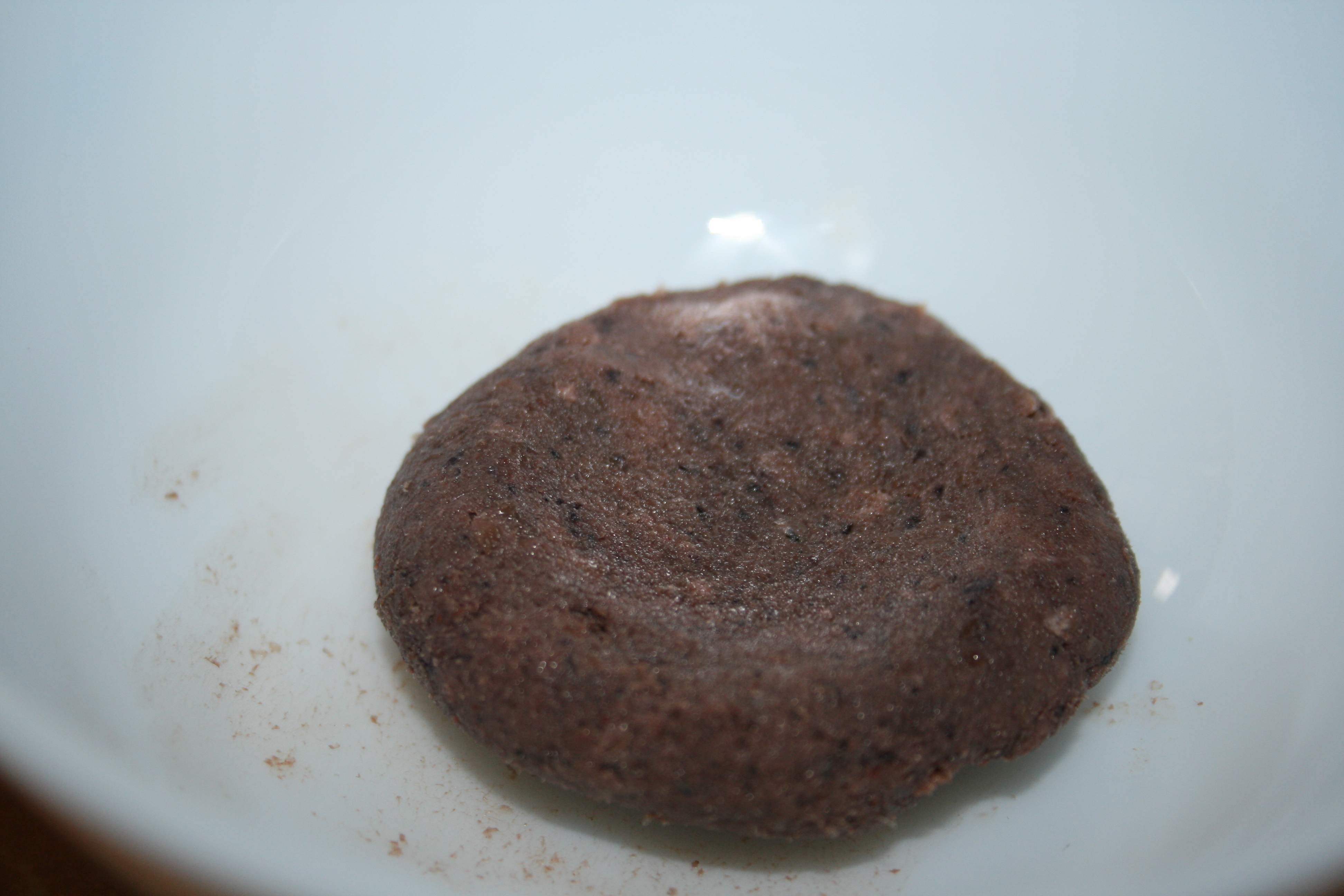
미얀마의 응아삐(ငါးပိ)
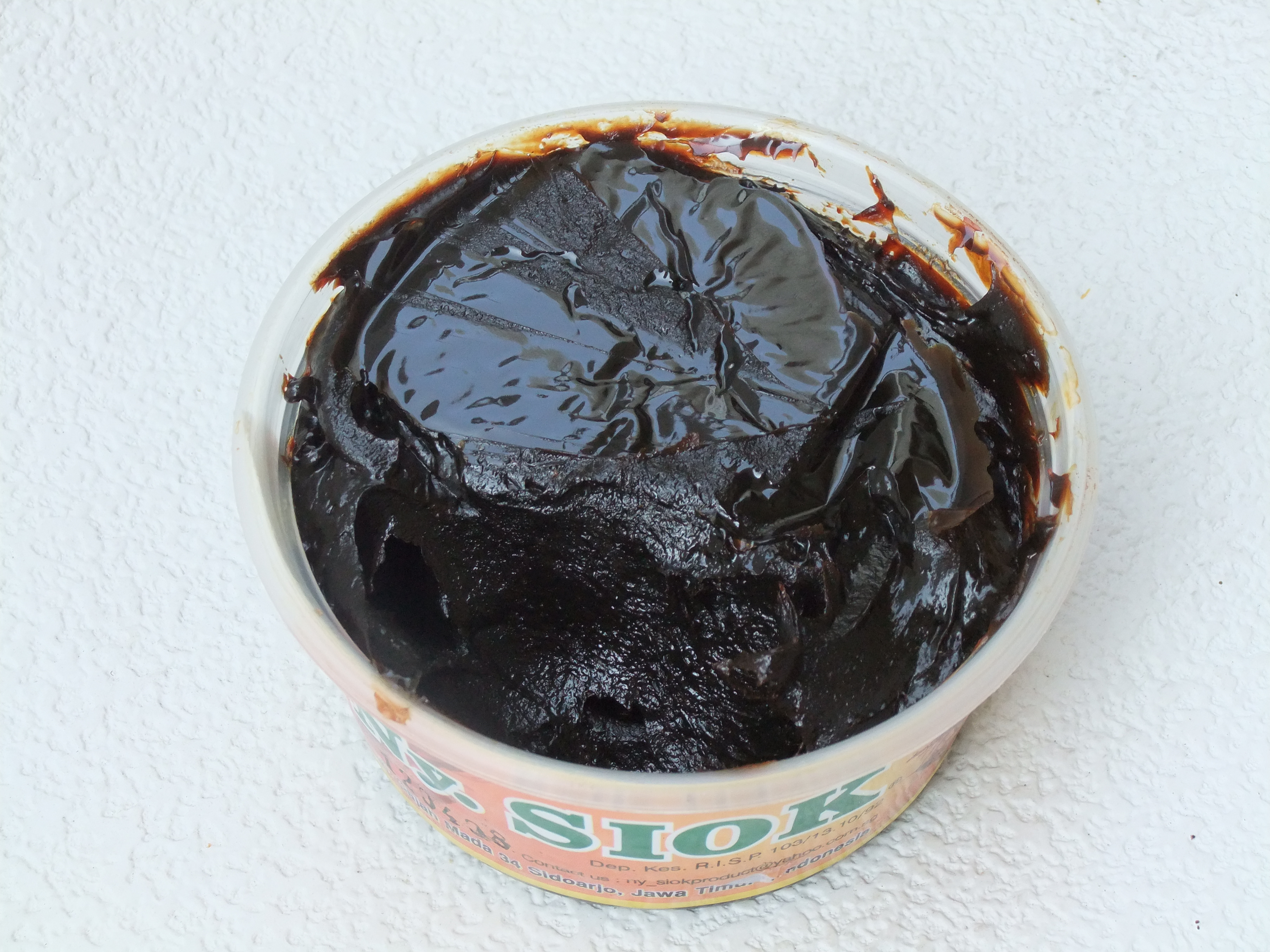
인도네시아의 프티스 우당

## 같이 보기
- 남 뿌
- 분 더우 맘 똠
- 삼발 블라찬/삼발 트라시
- 새우젓
- 안초비 페이스트